# Uppslagsverket Finland
Uppslagsverket Finland est une encyclopédie en suédois qui se concentre sur la Finlande et en particulier sur les sujets finno-suédois.
L'encyclopédie est publiée à l'initiative d'une association consacrée à cette tâche, Föreningen finlandssvenska uppslagsverk. L'initiative de la publication a été prise en 1969, et la première édition a été publiée en trois volumes de 1982 à 1985
Une deuxième édition a été publiée par Schildts förlag en cinq volumes entre 2003 et 2007. Cette édition a rencontré un succès de vente limité en raison de sa similarité avec la plupart des autres encyclopédies imprimées à cette époque
En 2009, l'encyclopédie a été mise en ligne gratuitement, grâce au financement de l'association éducative Svenska folkskolans vänner. L'éditeur des deux éditions imprimées était Henrik Ekberg, et pour l'édition en ligne Sigbritt Backman.[réf. nécessaire]